# Nymphonidae
Famille
Les Nymphonidae sont une famille de pycnogonides, de l'ordre des Pantopoda.

## Description
Ils sont relativement grands avec de longues pattes (6a, 6b, 6c, 6d sur le schéma ci-contre) et une coloration rose ou verte. Le céphalon porte des chélicères plus longs que la trompe et terminés par une pince (2). Ils possèdent également une paire de pédipalpes (3), des ovigères (4) servant à porter les œufs, des sacs d’œufs (5).

## Liste des genres
Selon PycnoBase et World Register of Marine Species (28 mai 2016) :
- genre Boreonymphon Sars, 1888
- genre Heteronymphon Gordon, 1932
- genre Neonymphon Stock, 1955
- genre Nymphon Fabricius, 1794
- genre Pentanymphon Hodgson, 1904
- genre Sexanymphon Hedgpeth & Fry, 1964

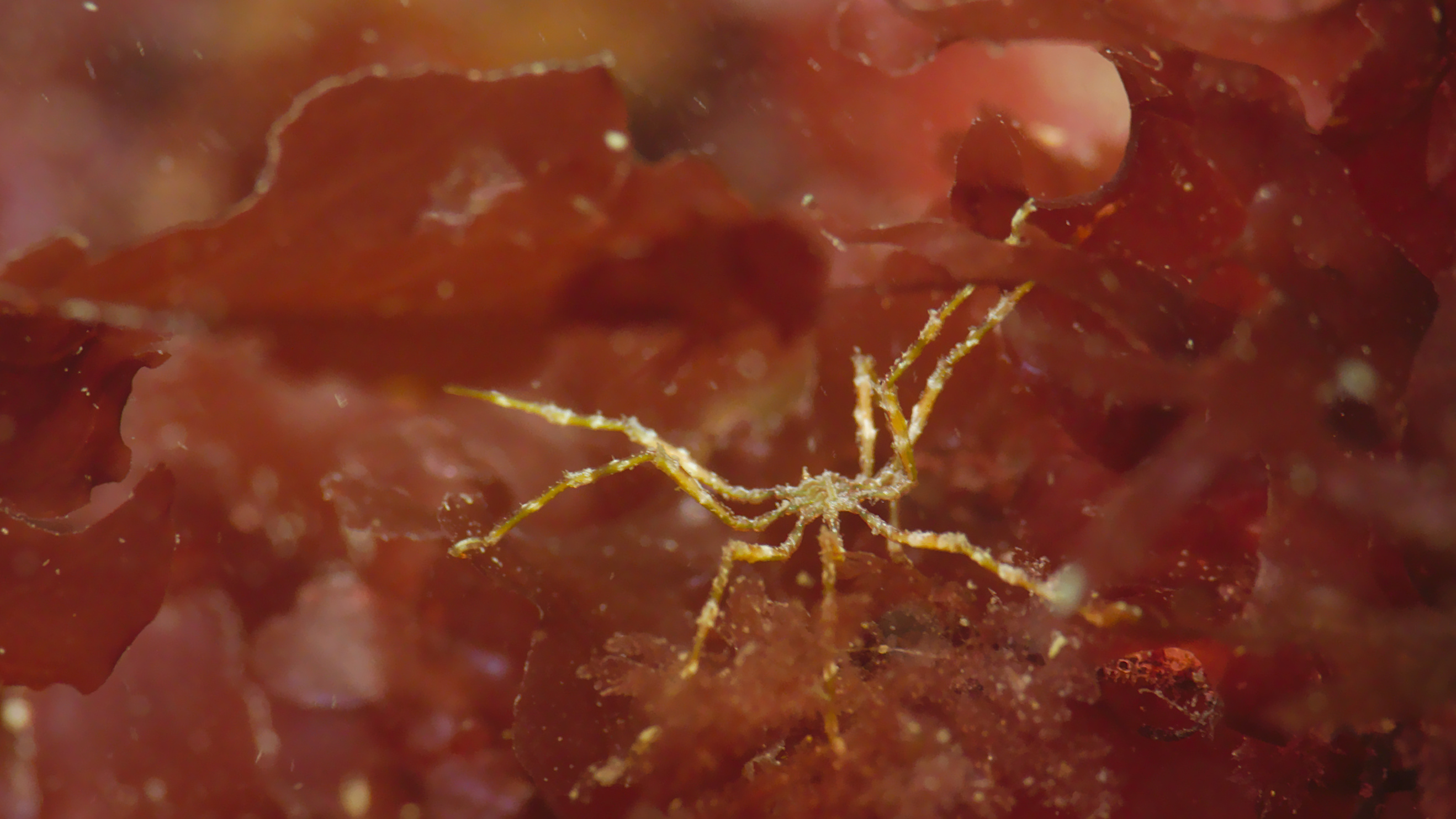
Nymphon gracile